# Suzuki Kei
Der Suzuki Kei war ein Kleinstwagen in der japanischen Kei-Car-Klasse, den Suzuki zwischen 1998 und 2009 produzierte. Erhältlich war er als drei- oder fünftüriges Fließheck-Fahrzeug. Als Antrieb kam der Suzuki-R3-Ottomotor mit oder ohne Turbolader zum Einsatz. Grundsätzlich verfügte der Kei über Frontantrieb, optional war auch Allradantrieb erhältlich. Neben einem Fünf-Gang-Schaltgetriebe war auch ein Vierstufen-Automatikgetriebe verfügbar. Mazda vertrieb ein Badge-Engineering-Modell als Mazda Laputa von 1999 bis 2006.

## Technische Daten

### Motor R3
- 658 cm³ Hubraum
- Vier Ventile pro Zylinder, DOHC
- Saugrohreinspritzung
- Bohrung × Hub: 68,00 mm × 60,40 mm
- Verdichtungsverhältnis: 10,5:1
- Maximale Leistung: 40 kW (54 PS) bei 6500/min
- Maximales Drehmoment 63 Nm bei 3500/min

### R3 Turbo
- Zusätzlich Turbolader
- Verdichtungsverhältnis: 8,4:1
- Maximale Leistung: 47 kW (64 PS) bei 6500/min
- Maximales Drehmoment 106 Nm bei 3500/min